# Приключенията на Батман
„Приключенията на Батман“ (на английски: The Batman Adventures) е комиксова поредица на ДиСи Комикс с участието на Батман. Различава се от останалите комикси за Батман по това, че е поставена във времевата линия и е със същия рисунък на „Батман: Анимационният сериал“, за разлика от редовните заглавия във Вселената на ДиСи.
Серията комикси преминава през поредица от промени в заглавието и формата (като номерацията на броевете започва всеки път наново), за да е в такт с промените в съответните сериалите:
| Заглавие                                                            | Броеве | Начало  | Край    | Съответно телевизионно заглавие   |
| ------------------------------------------------------------------- | ------ | ------- | ------- | --------------------------------- |
| „Приключенията на Батман“ (The Batman Adventures)                   | 36     | 1992 г. | 1995 г. | „Батман: Анимационният сериал“    |
| „Приключенията на Батман и Робин“ (The Batman and Robin Adventures) | 25     | 1995 г. | 1997 г. | „Приключенията на Батман и Робин“ |
| „Батман: Приключения в Готъм“ (Batman: Gotham Adventures)           | 60     | 1998 г. | 2003 г. | „Новите приключения на Батман“    |
| „Приключенията на Батман“ (Batman Adventures)                       | 17     | 2003 г. | 2004 г. | „Лигата на справедливостта“       |